# Niels Petersen (atlet)
 For alternative betydninger, se Niels Petersen. (Se også artikler, som begynder med Niels Petersen)
Niels Petersen (født 5. august 1888 i Brenderup, død 4. januar 1968 i København) var en dansk blikkenslager og atlet (kapgang). Han var medlem af AIK 95 København og fra 1919 i Københavns Idræts Forening.

## Livsforløb
Niels Petersen blev født på Fyn, faderen Niels Pedersen var død otte måneder, før han blev født, og moderen boede på fattiggården i Brenderup. Niels Petersen boede 1915-1921 i København og kom derefter til Kolding som udlært blikkenslager. Han etablerede sig 1922 som selvstændig blikkenslagermester. I 1932 flyttede han til Hyrdestæde 7, som blev kendt som "Kobberhuset", da det blev beklædt med kobberplader.
Niels Petersen er kendt for to kunstværker, som stadig kan ses i Koldings bybillede. Over rådhusets indgang fra Akseltorv er der opsat et byvåben i kobber tegnet af Ernst Petersen og fremstilet af Niels Petersen. Det blev opsat i forbindelse med rådhusets ombygning 1922-1925. Han fremstilede også en række miniudgaver af byvåbenet. Skulpturen Tyren, som blev opsat på havnen i 1939, er også lavet af Niels Petersen.
Til fordel for opførelse af Kolding Stadion omkring 1930 gennemførte Niels Petersen sammen med restauratøren Peter Nissen en tur med hans hjemmebyggede sulky fra Aalborg til København, med Peter Nissen som passager og Niels Petersen som trækkraft.
Niels Petersens eftermæle blev præget af hans tyskervenlige holdning under besættelsen. Efter anden verdenskrig blev han arresteret og tilbragte to år i Kolding Arrest. Han blev dømt ved særretten i Kolding og ved Landsretten for værnemageri og hvervning, men frifundet for angiveri. Hans datter Lizzi Petersen arbejdede for Gestapo på Staldgården i Kolding. Han forlod Kolding i 1949 og flyttede til København. 

## Idrætskarrieren
Niels Petersen startede med kapgang 1904 og vandt mange stævner - bl.a. i Tyskland. Han var i begyndelsen af 1900-tallet Koldings største sportshelt. Hans storhedstid var frem til 1920 med deltagelse i de olympiske lege 1912 og 1920; Han deltog i 10 km kapgang ved OL 1912 i Stockholm hvor han ikke nåede finalen da han blev diskvalificeret i kvalifikationen. Han deltog i 10 km kapgang ved OL 1920 i Antwerpen, hvor han blev nummer 11 i 3000 meter gang og som otte år tidligere blev han igen diskvalificeret på 10 km gang.
Niels Petersen satte tre verdensrekorder: Den 30. juli 1916 satte Niels Petersen verdensrekord i 30 km kapgang med tiden 2.41,54, hvilket var hele 15 minutter under den bestående danske rekord! Det blev også verdensrekord på 20 km som han satte i København i 1918 i tiden 1.39,20 og på 25 km 1919. Kun rekorden på 20 km er i dag anerkendt af det internationale atletikforbund, den er omkring 22 minutter langsommere end den nuværende verdensrekord. Han satte ti danske rekorder og vandt ti danske mesterskaber på 10 km, 5 danske mil og 75 km.

### Personlige rekorder
- 3000 meter kapgang: 13.36,8 (1920)
- 10 km kapgang: 46.49.0 (1915)
- 20 km kapgang: 1.39,20 (1918)
- 30 km kapgang: 2.41,54 (1916)
- 50 km kapgang: 4.55.02 (1919)